# Murzynowo Leśne (gromada)
Murzynowo Leśne – dawna gromada, czyli najmniejsza jednostka podziału terytorialnego Polskiej Rzeczypospolitej Ludowej w latach 1954–1972.
Gromady, z gromadzkimi radami narodowymi (GRN) jako organami władzy najniższego stopnia na wsi, funkcjonowały od reformy reorganizującej administrację wiejską przeprowadzonej jesienią 1954 do momentu ich zniesienia z dniem 1 stycznia 1973, tym samym wypierając organizację gminną w latach 1954–1972.
Gromadę Murzynowo Leśne z siedzibą GRN w Murzynowie Leśnym utworzono – jako jedną z 8759 gromad na obszarze Polski – w powiecie średzkim w woj. poznańskim, na mocy uchwały nr 37/54 WRN w Poznaniu z dnia 5 października 1954. W skład jednostki weszły obszary dotychczasowych gromad Miąskowo i Murzynowo Leśne ze zniesionej gminy Krzykosy, a także miejscowość Marianowo Brodowskie i kilka parcel z obrębu Brodowo (312,20,70 ha) z dotychczasowej gromady Brodowo ze zniesionej gminy Środa – w tymże powiecie. Dla gromady ustalono 9 członków gromadzkiej rady narodowej.
Gromadę zniesiono 1 stycznia 1960, a jej obszar włączono do gromady Sulęcinek w tymże powiecie.